# Anaspis poggii
Anaspis poggii is een keversoort uit de familie bloemspartelkevers (Scraptiidae). De wetenschappelijke naam van de soort is voor het eerst geldig gepubliceerd in 1982 door Franciscolo.